# Оскарсхамн
Оскарсхамн (швед. Oskarshamn) град је у Шведској, у југоисточном делу државе. Град је у оквиру Калмарског округа, где је трећи град по величини. Оскарсхамн је истовремено и седиште истоимене општине.

## Природни услови
Град Оскарсхамн се налази у југоисточном делу Шведске и Скандинавског полуострва. Од главног града државе, Стокхолма, град је удаљен 340 км јужно.
Оскарсхамн се сместио на западној обали Балтичког мора, на обали омањег залива Лусарн. Испред града се налази низ малих острва, док се у градском залеђу издиже бреговито подручје. Надморска висина градског подручја се креће 0-50 м.

## Историја
Подручје Оскарсхамна било је насељено још у време праисторије. 1645. године насеље је добило и градска права.
Оскарсхамн доживљава нови процват у другој половини 19. века са доласком индустрије и железнице. Ово благостање траје и дан-данас.

## Становништво
Оскарсхамн има око 17.000 становника (податак из 2010. г.), а градско подручје, тј. истоимена општина има око 26.000 становника (податак из 2010. г.). Последњих деценија број становника у граду стагнира.
Већина становништва су етнички Швеђани, а поред њих живи и мањи број скорашњих усељеника из свих делова света.

## Привреда
Данас је Оскарсхамн савремени индустријски град са посебно развијеном индустријом и лучким делатностима. Највећи привредни субјект је нуклеарна електрана. Последње две деценије посебно се развијају трговина, услуге и туризам.

## Збирка слика
- Сатро језгро Оскарсхамна
- Градска лука
- Главна лутеранска црква
- Градски дом културе